# Gerhard Hoehme
 Gerhard Hoehme  (* 5. Februar 1920 in Greppin bei Dessau; † 29. Juni 1989 in Neuss) war ein deutscher Maler und Grafiker, der als bedeutender Vertreter der Abstrakten Kunst nach dem Zweiten Weltkrieg und des deutschen Informel gilt.

## Leben
Von 1936 bis 1938 machte er eine Lehre zum Bankkaufmann und anschließend von 1939 bis 1945 eine Ausbildung zum Flugzeugführer. Gerhard Hoehme hatte als Jagdflieger zahlreiche Flugeinsätze u. a. in Afrika, Russland und Griechenland. Dabei wurde er zweimal verwundet. In der Rekonvaleszenzzeit belegte Gerhard Hoehme Kurse in Malerei und Graphik. 1945 bis 1946 war er in amerikanischer Kriegsgefangenschaft.
Im Jahr 1948 begann er ein kurzes Studium bei dem Schriftgestalter Herbert Post an der Kunstschule Burg Giebichenstein in Halle an der Saale und heiratete Margarete Schulze. 1951 übersiedelte das Ehepaar mit Hilfe des Übersetzers und Hoehmes späterem Galeristen Jean-Pierre Wilhelm nach Düsseldorf und bezog eine Wohnung in Düsseldorf-Kaiserswerth. Von 1951 bis 1953 studierte er an der Kunstakademie in Düsseldorf bei Otto Coester. In seiner Studienzeit richtete er seine Kunst am französischen Tachismus aus. Im selben Jahr begegnete er erneut Jean-Pierre Wilhelm, der ihn wiederum Jean Fautrier und Jean Dubuffet vorstellte. Zudem hatte er Kontakte zu dem französischen informellen Künstlern aus Paris sowie Literaten, Kunstkritikern und Musikern wie Juilen Alvard, Pierre Restany, Paul Celan und Pierre Boulez. Ab diesem Zeitpunkt beschäftigte sich Hoehme verstärkt mit der informellen Malerei.
1954 wird sein Sohn Pitt Simon geboren, zudem wurde ihm der Cornelius-Preis der Stadt Düsseldorf verliehen. 1954 bis 1957 war Gerhard Hoehme Vorsitzender der Künstlervereinigung Gruppe 53. 1960 erhielt er ein Stipendium an der Deutschen Akademie Villa Massimo in Rom. Er traf in Rom Alberto Burri, Cy Twombly, Robert Motherwell, Mark Rothko, Enrico Crispolti und Giulio Carlo Argan und schloss Freundschaft mit den Künstlern Piero Dorazio, Pino Pascali und dem Schriftsteller Paul Nizon.
1962 begann eine langjährige Beziehung zu der Malerin Christine Bange. 1970 wird der gemeinsame Sohn Michael Simon geboren (Architekt in Berlin).
1960 erhielt er eine Berufung an der Staatlichen Kunstakademie in Düsseldorf als Lehrer der Vor- und Grundkurs-Klassen und wurde 1965 zum Professor für Freie Malerei an der Staatlichen Kunstakademie in Düsseldorf ernannt. Ab 1963 unterhielten Margarete und Gerhard Hoehme einen zweiten Wohnsitz in Nemi bei Rom. Zur Zeit der Studentenunruhen 1968 und der revolutionären Lehransätze von Joseph Beuys an der Kunstakademie Düsseldorf überdachte Gerhard Hoehme in zahlreichen Texten die Situation der Akademie und entwickelte Gedanken zu Reformen. Ab 1974 lebten Margarete, Gerhard und Pitt Hoehme, der auf Grund einer Trisomie 21 lebenslang von seinen Eltern umsorgt wurde, in einem Wohn- und Atelierhaus in Neuss-Selikum. Inzwischen ist die Straße nach dem Künstler benannt. 1984 wurde Hoehme in die Akademie der Künste in Berlin gewählt. Im selben Jahr beendete er seine Düsseldorfer Lehrtätigkeit und erhielt die Paul-Klee-Professur für Bildende Kunst an der Universität Gießen. 1989 starb er im Alter von 69 Jahren in Selikum. Sein Grab befindet sich auf dem Alten Friedhof Neuss-Weckhoven. Es ziert auf Hoehmes eigenen Wunsch die Bronze-Skulptur Todesengel, ein Werk seines Düsseldorfer Akademiekollegen und Freundes Karl Bobek, das dieser nach einer Entwurfszeichnung Hoehmes schuf, und das von 1981 an zunächst vor seinem Atelierhaus stand.
Zu seinen Schülern gehörten unter anderen Sigmar Polke, Michael Bette und Chris Reinecke.
Im Jahr 1998 gründete die Witwe des Künstlers und stetige Begleiterin seines Schaffens, Margarete Hoehme (1922–2010), mit maßgeblicher Unterstützung des damaligen Düsseldorfer Kulturdezernenten, Hans-Heinrich Grosse-Brockhoff die Gerhard und Margarete Hoehme-Stiftung (GMHS). Die Geschäftsführung obliegt dem Museum Kunstpalast, Düsseldorf.
Zu den Zielen der Stiftung zählt, Hoehmes künstlerisches und schriftliches Werk zu bewahren und einer internationalen Öffentlichkeit zugänglich zu machen.

## Werk
1957 erhielt Hoehme den in diesem Jahr erstmals vergebenen Förderpreis des Landes NRW. Noch im selben Jahr gründete er zusammen mit Jean-Pierre Wilhelm die Galerie 22, die bis 1960 existierte und ein Zentrum des Informel für Künstler, Musiker und Schriftsteller war. Hoehme wurde Mitglied der Düsseldorfer Künstlervereinigung Gruppe 53. Nach 1955 malte er auch im Stil der Lyrischen Abstraktion.
Hoehmes eigener, spezieller Malstil knüpfte an die Tradition der shaped canvas an. Er vermischte das Farbmaterial, schaffte mit seinen Gemälden räumliche Strukturen und kombinierte Raumelemente mit bemalten Flächen. Er beschäftigte sich mit dem Combine Painting, schuf kalligrafische Schriftbilder, Strukturbilder und Objektbilder. Ab den 1970er Jahren entstanden seine sogenannten „Damastbilder“. Er wollte damit „offene Bilder“ schaffen, die nicht mehr nur auf der Leinwand wirkten, sondern im Betrachter präsent sein sollten.
1959 war Hoehme Teilnehmer der documenta II in Kassel in der Abteilung Malerei. 1960 wurde er mit dem Villa Massimo-Preis in Rom ausgezeichnet. Im Jahr 1962 erfolgte die Veröffentlichung seiner Texte Wegzeichen im Unbekannten. 1967 schrieb er sein Manifest Relationen.
Gerhard Hoehme war Mitglied im Deutschen Künstlerbund, er gehörte dessen Vorstand von 1961 bis 1963 an.

## Kunstmappen
- Das Merke und andere Texte aus „Spuren“ von Ernst Bloch mit sieben Originalradierungen von Gerhard Hoehme. Ausgewählt und mit einem Nachwort versehen von Roland Bothner, Heidelberg 1985.

## Ausstellungen (Auswahl)
- 1959: documenta II, Kassel
- 1977: Galerie Georg Nothelfer, Berlin
- 1980: Museum am Ostwall, Dortmund
- 1982: Galerie Georg Nothelfer, Berlin
- 1986: Galerie Georg Nothelfer, Berlin
- 1990: Galerie Georg Nothelfer, Berlin
- 1997: Affinites Electives Casino Luxembourg, Luxemburg
- 1980: Kunsthalle Bielefeld / Museum am Ostwall, Dortmund
- 1985: Kunst Stoff Kunst, Städtische Galerie Nordhorn / Kunsthalle Mannheim / Sprengel Museum Hannover / Frankfurter Kunstverein
- 1998: Gerhard Hoehme, Galerie Marianne Hennemann, Bonn / Material und Collage Galerie Boisserée, Köln / 1998 Kunstmuseum Bonn / Galerie Zimmer, Düsseldorf
- 2001: Gruppenausstellung Galerie Rothe, Frankfurt / Saarland Museum, Saarbrücken / Galerie Neher, Essen / Galerie Stefan Röpke, Köln / Galerie Marianne Hennemann, Bonn / Galerie Zimmer, Düsseldorf
- 2002: Tan cerca, tan lejos, Artium, Vitoria-Gasteiz / Galerie Georg Nothelfer, Berlin
- 2003: So nah, so fern, Wilhelm-Lehmbruck-Museum, Duisburg / Gruppe 53, Freunde und Förderer im Museum der Stadt Ratingen / Informel Galerie Peter Zimmermann, Mannheim
- 2003/2004: Berlin-Moskau / Moskau-Berlin, Martin-Gropius-Bau, Berlin
- 2004: SOMMERLUST – KUNST-STÜCKE, Galerie Rothe, Frankfurt / Auf Papier Galerie Neher, Essen / Berlin-Moskau / Moskau-Berlin 1950–2000 Tretjakov Gallery, Moskau / Über das Bild hinaus, Kunst aus Nordrhein-Westfalen
- 2005: Informelle Tendenzen Galerie Maulberger, München / Schrift. Zeichen. Geste. Kunstsammlungen Chemnitz / Gerhard Hoehme, Kunstverein „Talstrasse“, Halle / glocal/01, Artforum Palma de Mallorca / FARBE FLÄCHE FORM, Galerie Neher, Essen / EXIT_AUSSTIEG AUS DEM BILD ZKM, Karlsruhe
- 2006: 9. Art Summer, Galerie Maulberger, München / Impulse – Informel und Zero, Museum der Stadt Ratingen / Full House, Kunsthalle Mannheim / Gerhard Hoehme – Yoshihisa Sankawa, Galerie Peter Zimmermann, Mannheim / Gerhard Hoehme, Galerie Georg Nothelfer, Berlin
- 2006/2007: Informel – eine Weltsprache, Galerie Schlichtenmaier – Grafenau / Was ist Plastik? 100 Jahre – 100 Köpfe, Wilhelm Lehmbruck Museum, Duisburg
- 2009: Gerhard Hoehme. Die Unruhe wächst. Werke 1955–1989, MKM Museum Küppersmühle für Moderne Kust, Duisburg, Stiftung Wilhelm Lehmbruch Museum, Duisburg, sowie museum kunst palast, Düsseldorf/ Gerhard Hoehme, Galerie Georg Nothelfer, Berlin
- 2010 Gerhard Hoehme. Malerei ist eine Struktur. Werke 1951–1989, Kunstsammlungen Chemnitz
- 2017: Gerhard Hoehme, Zwischen Ding und Raum. Galerie Georg Nothelfer, Berlin
- 2018: Gerhard Hoehme – Epiphanie des Informel. Emil Schumacher Museum, Hagen
- 2020: Gerhard Hoehme – meine Sehnsucht war der weitere Raum..., Städtische Galerie Lüdenscheid
- 2020: Gerhard Hoehme, Unterwegs. Galerie Georg Nothelfer, Berlin
- 2022: Gerhard Hoehme – Relationen. Neue Galerie Gladbeck

## Werke in Museen und Sammlungen
- Karl Ernst Osthaus-Museum, Hagen
- Kunst aus Nordrhein-Westfalen, Aachen-Kornelimünster
- Hamburger Kunsthalle
- Kunsthalle zu Kiel
- Kunstforum Ostdeutsche Galerie, Regensburg
- Landesmuseum Mainz
- Morat-Institut, Freiburg
- Museum Abteiberg, Mönchengladbach
- Museum Behnhaus - Drägerhaus, Lübeck
- Museum Bochum
- Neues Museum Weserburg Bremen
- Studio A, Otterndorf
- Kunstpalais Erlangen
- Saarlandmuseum
- Städtische Galerie Karlsruhe
- Städtische Galerie Lüdenscheid
- Wilhelm-Lehmbruck-Museum, Duisburg
- ZKM Museum für Neue Kunst, Karlsruhe
- Städel Museum, Frankfurt am Main
- Neue Galerie (Kassel), Kassel
- Sammlung Christian Wulff, Frankfurt am Main